# Jurinella jujuyensis
Jurinella jujuyensis là một loài ruồi trong họ Tachinidae.